# Téléphérique d'Île-de-France
 (septembre 2016).
Si vous disposez d'ouvrages ou d'articles de référence ou si vous connaissez des sites web de qualité traitant du thème abordé ici, merci de compléter l'article en donnant les références utiles à sa vérifiabilité et en les liant à la section « Notes et références ».
Le téléphérique d'Île-de-France est un mode de transport qui compte en avril 2022 plusieurs lignes en projet, dont une dont l'ouverture est prévue pour 2025, le Câble 1.

## Histoire
Le développement des câbles de tractions permet d'inventer de nouveaux types de transport. Il se développe dans un premier temps le funiculaire qui va se propager durant la révolution industrielle, permettant d'affronter de fortes pentes jusque-là impraticables par chevaux ou par le tramway. La première ligne de ce type en Île-de-France, le tramway funiculaire de Belleville, est ouverte le 25 août 1891 reliant la place de la République à l'église Saint-Jean-Baptiste de Belleville. Une seconde ligne ouvre en 1893 à Meudon entre la gare de Bellevue-Funiculaire sur la ligne de Puteaux à Issy-Plaine (arrêt Brimborion de l'actuelle ligne 2 du tramway d'Île-de-France) et la gare de Bellevue, sur la ligne de Paris-Montparnasse à Versailles-Chantiers (actuel Transilien N). Une troisième ligne, le funiculaire de Montmartre, cette fois-ci un funiculaire à contrepoids d'eau, est inaugurée en juillet 1900 à Paris afin de desservir la basilique du Sacré-Cœur, construite au sommet de la butte-témoin de Montmartre depuis le pied de celle-ci.
Les deux premières installations sont fermées respectivement le 18 juillet 1924, remplacée par une ligne d'autobus de la Société des transports en commun de la région parisienne (STCRP) puis, par la ligne 10 du métro de Paris et la seconde ligne durant l'année 1938 sans remplacement, même à ce jour.
Alors que les autres lignes de la régions disparaissent durant cette période, le funiculaire de Montmartre est modernisé afin d'être depuis le 2 février 1935 un funiculaire électrique. Celui-ci sera remplacé par un ascenseur incliné le 5 octobre 1991 toujours en activité aujourd'hui.

Durant la seconde moitié du XXe siècle, les remontées mécaniques de type téléporté, originellement développées pour servir dans les stations de ski en montagne, sont adaptées au transport urbain et apparaissent notamment depuis les années 2010 avec le développement de réseaux de télécabines urbaines partout à travers le monde. De nombreux projets fleurissent en Île-de-France dont le premier à être réalisé, le Câble 1 devrait être inauguré durant l'année 2025.

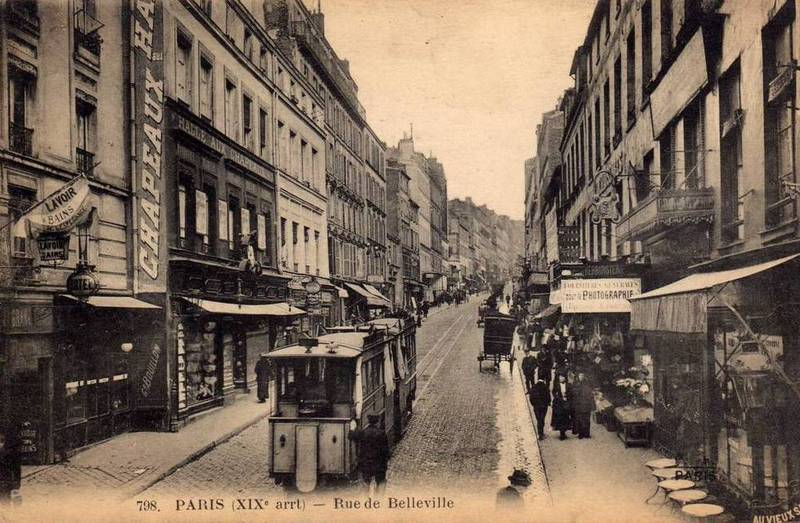
Le funiculaire de Belleville, ayant circulé de 1891 à 1924.
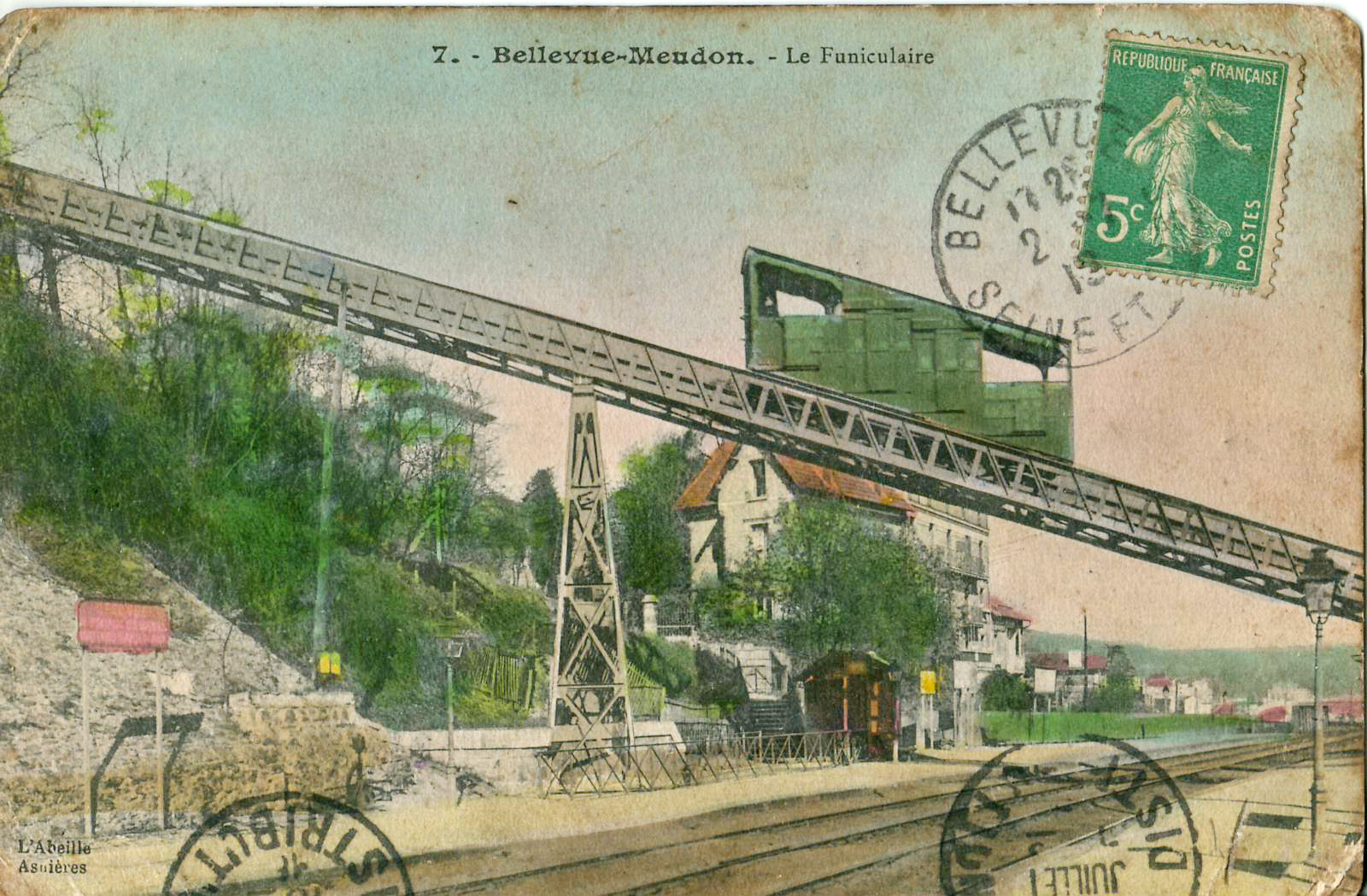
Le funiculaire de Meudon (Bellevue), ayant circulé de 1893 à 1934.
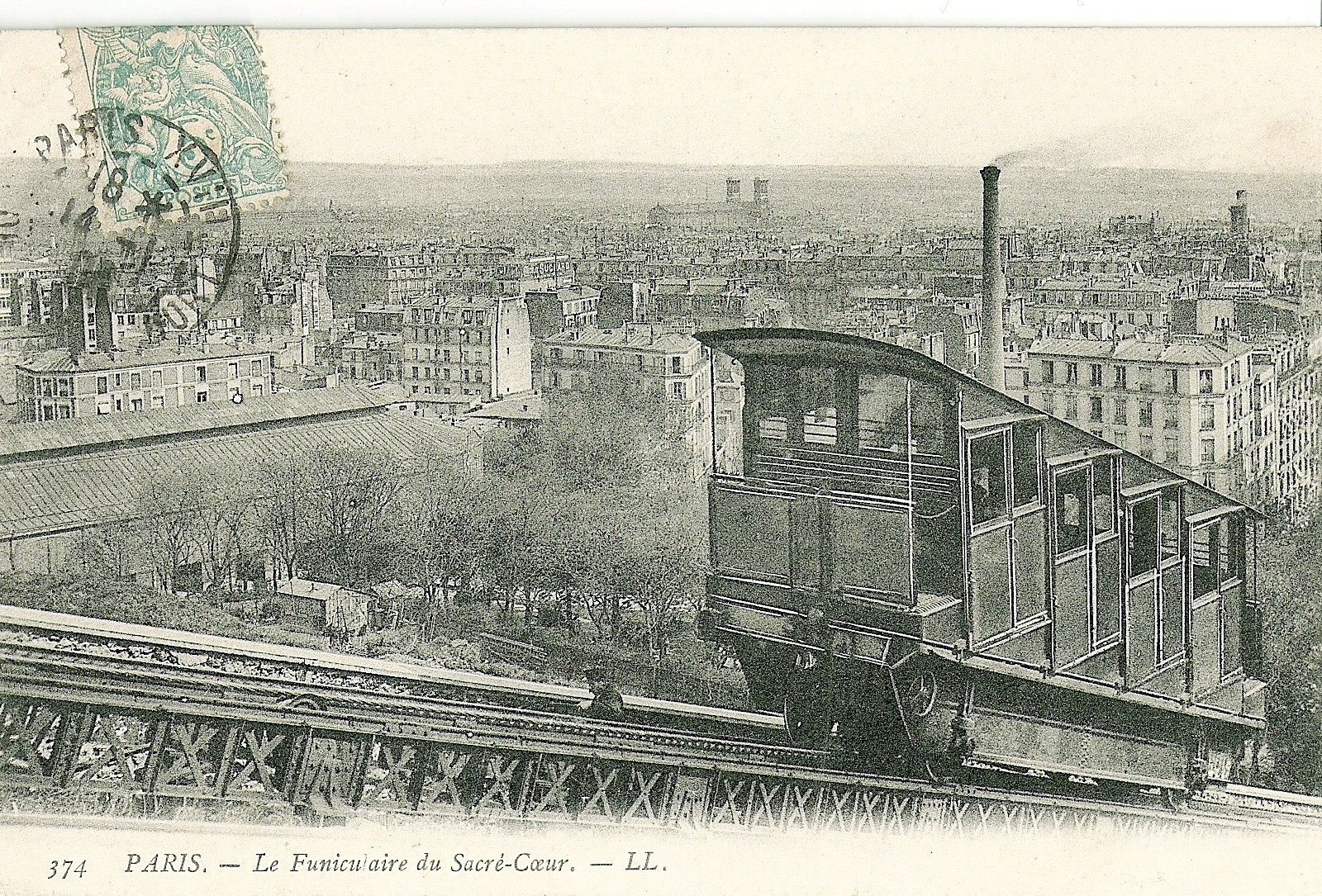
Le funiculaire de Montmartre, ici dans sa version originale, circulant depuis 1900.
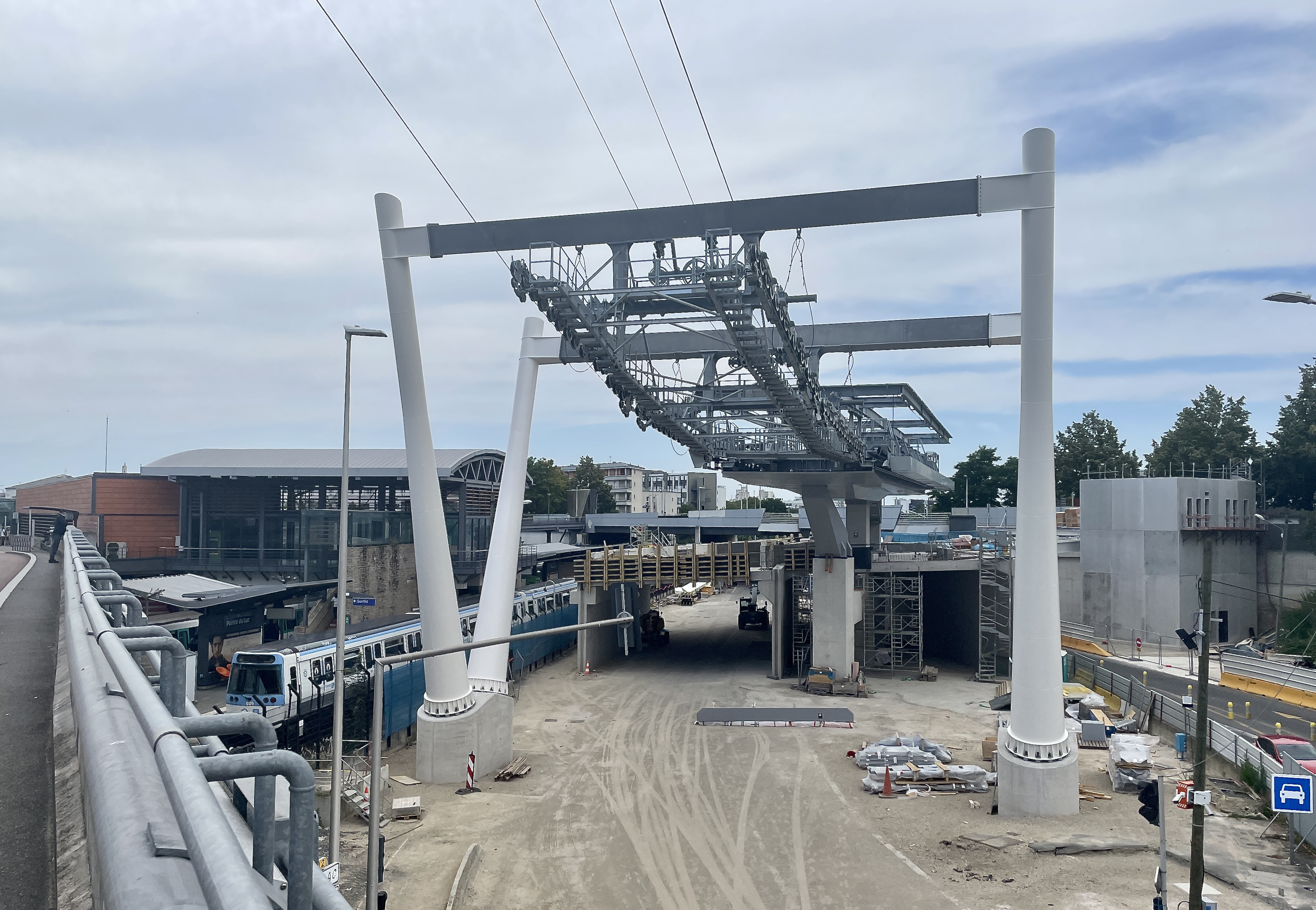
Le téléphérique urbain C1 devant entrer en service en 2025 durant sa construction.

## Projet lancé

### Câble 1
Précédemment nommée Téléval, la ligne reliera la station Pointe du Lac, terminus sud-est de la ligne 8 du métro de Paris, situé à Créteil, à la station Villa Nova, au quartier du Bois Matar à Villeneuve-Saint-Georges dans le Val-de-Marne, à l'horizon 2025.

## Projets évoqués
En juillet 2016, douze projets sont évoqués par le conseil régional d'Île-de-France comme susceptibles d'être étudiés,.

### Yvelines
- Les Mureaux – Meulan-en-Yvelines : le projet prévoit de relier la gare des Mureaux à la ferme du Paradis de Meulan-en-Yvelines[4].
- Épône – Gargenville
- Achères – Conflans-Sainte-Honorine
- Orgeval – Poissy – Chanteloup-les-Vignes
- Mantes-la-Jolie – Limay

### Essonne
- Le projet de téléphérique du plateau de Saclay prévoit de relier la gare du Guichet de la ligne B du RER d'Île-de-France à la future station Université Paris-Saclay de la ligne 18 du métro de Paris.
- Le projet de téléphérique de la base aérienne de Brétigny prévoit de relier la gare de Brétigny de la ligne C du RER d'Île-de-France à la gare d'Évry-Courcouronnes de la ligne D du RER d'Île-de-France. La mise en fonction est prévue entre 2020 et 2025.

### Hauts-de-Seine
- Le téléphérique Pont de Sèvres - Vélizy prévoit de relier la commune de Vélizy-Villacoublay au pont de Sèvres en longeant la RN 118. Sa mise en service était espérée pour 2019-2020, mais demeure irréalisée en 2025. Le projet est cependant présent dans le SDRIF-E depuis 2023. Ce téléphérique sera en correspondance avec la ligne 9 du métro de Paris et la ligne 6 du tramway d'Île-de-France.
- Le projet de La Défense à La Garenne-Colombes, évoqué par le conseil régional, est inconnu des élus locaux, mais un projet menant à la gare de Nanterre-La Folie avait été évoqué auparavant.

### Seine-Saint-Denis
- Le téléphérique de Bagnolet prévoyait de relier la station Gallieni, terminus oriental de la ligne 3 du métro de Paris, vers le quartier de la Noue sur les hauteurs de Bagnolet, dans le département de la Seine-Saint-Denis. Le projet est actuellement suspendu.
- Le téléphérique des Lilas prévoit de desservir les communes des Lilas, de Romainville, de Bobigny et de Noisy-le-Sec. Il pourrait transporter plus de 10 000 voyageurs par jour. Ce téléphérique serait en connexion avec la station « Bobigny-La Folie » de la ligne 11 du tramway d'Île-de-France. Aussi, un prolongement d'une station est envisagé pour être en correspondance à l'opposé de la ligne avec la station Serge Gainsbourg de la ligne 11 du métro de Paris.

### Val-d'Oise
La ligne Roissyphérique prévoit de relier la gare de Goussainville de la ligne D du RER d'Île-de-France à la gare du Parc des Expositions de la ligne B du RER d'Île-de-France via la commune de Roissy-en-France porté par la communauté d'agglomération Roissy Pays de France. En 2017, sa mise en service est espérée pour 2025 pour un investissement estimé à 200 millions d'euros. Longue de 8,9 kilomètres, la ligne devrait être équipée de cabines de 15 places avec une fréquence de 30 secondes pour une capacité de 4 000 passagers par sens et par heure ; elle devrait être en correspondance avec le RER D, le RER B, la future ligne 17 du métro et la ligne de bus 20 du réseau de bus Roissy Ouest.
Le projet présenté comprend neuf stations :
1. Gare de Goussainville ;
2. Roissy CAREX ;
3. FedEx et parc d'activités ;
4. Site d'Air France Industries ;
5. Zone hôtelière de Roissy-en-France (deux stations) ;
6. Centre commercial Aéroville ;
7. Parc d'activités Paris-Nord 2 ;
8. Gare du Parc des Expositions.

## Projets abandonnés
Le téléphérique d'Issy-les-Moulineaux devait relier la station Mairie d'Issy de la ligne 12 du métro de Paris jusqu'au fort d'Issy. Le projet est finalement abandonné en février 2008.
Le « téléphérique Saint-Rémy-lès-Chevreuse - Limours » devait relier la gare de Saint-Rémy-lès-Chevreuse de la ligne B du RER d'Île-de-France, située dans les Yvelines, à la commune de Limours dans le département de l'Essonne. Long de 8 km ce téléphérique aurait traversé quatre communes et la ligne aurait été composée de cinq stations. Le projet est finalement modifié, puis abandonné en 2008 pour des raisons de politique locale et compte tenu de l'opposition d'une partie de la population, vu l'innovation du projet,.
Le projet du « téléphérique du Parc Astérix » devait relier la gare de Survilliers - Fosses de la ligne D du RER d'Île-de-France, située dans le département du Val-d'Oise, directement au parc Astérix, situé dans le département de l'Oise. Ce projet n'est pas un projet purement public, mais privé sous la direction de la Compagnie des Alpes, propriétaire du parc Astérix, mais requérant l'accord du STIF. Aucune communication depuis 2014 ne confirme le maintien de ce projet. De plus, l'annonce d'un plan d'investissement de 55 millions d'euros, étalé sur quatre ans (2017 à 2020) ne fait pas état de ce projet,.
Le téléphérique Lyon - Austerlitz prévoyait de relier les gares de Paris-Lyon et de Paris-Austerlitz. Le projet est finalement abandonné en 2016 pour des raisons économiques.